# Selliguea lauterbachii
Selliguea lauterbachii là một loài dương xỉ trong họ Polypodiaceae. Loài này được Hovenkamp mô tả khoa học đầu tiên năm 1998.
Danh pháp khoa học của loài này chưa được làm sáng tỏ. 